# Пожезьке сільське поселення
Поже́зьке сільське поселення (рос. Пожегское сельское поселение) — муніципальне утворення у складі Усть-Куломського району Республіки Комі, Росія. Адміністративний центр — село Пожег.

## Населення
Населення — 1856 осіб (2017, 2114 у 2010, 2492 у 2002, 2746 у 1989).

## Склад
До складу поселення входять такі населені пункти:
| Населений пункт       | Населення, осіб (1989) | Населення, осіб (2002) | Населення, осіб (2010) |
| --------------------- | ---------------------- | ---------------------- | ---------------------- |
| Великопольє, присілок | 226                    | 211                    | 181                    |
| Воминбож, присілок    | 211                    | 163                    | 142                    |
| Кекур, присілок       | 459                    | 455                    | 378                    |
| Мале, присілок        | 33                     | 53                     | 46                     |
| Нижній Яраш'ю, селище | 224                    | 210                    | 209                    |
| Пожег, село           | 593                    | 516                    | 424                    |
| Пожегдін, присілок    | 423                    | 426                    | 352                    |
| Седтидін, присілок    | 8                      | 1                      | 1                      |
| Яраш'ю, селище        | 569                    | 457                    | 381                    |